# Julio Salazar
Julio Salazar (Cochabamba, Bolivia, 10 de diciembre de 1965) es un político y ejecutivo boliviano. Desempeñó el cargo de senador en la Asamblea Legislativa Plurinacional de Bolivia representando al Departamento de Cochabamba en la legislatura 2010-2015; durante el segundo gobierno del presidente Evo Morales Ayma.

## Biografía
Julio Salazar nació en el Departamento de Cochabamba, Bolivia el 10 de diciembre de 1965. Se desempeñó varias veces como secretario de diferentes organizaciones sociales del Chapare en Bolivia.
En 2010 fue elegido senador de Bolivia por el partido del Movimiento al Socialismo (M.A.S - I.P.S.P) representando al Departamento de Cochabamba en la Asamblea Legislativa Plurinacional de Bolivia.